# Tilla (Estonia)
Tilla – wieś w Estonii, w prowincji Viljandi, w gminie Mulgi.